# بوداگرایی نیچیرن
بوداگرایی نیچی‌رن (به ژاپنی: 日蓮宗, Nichirenkyo) یا فرقه نیچی‌رن (به ژاپنی: 日蓮系諸宗派 Nichiren-kei sho shūha) یا فرقه هوکّه مکتب بودای ژاپنی و یکی از بزرگترین فرقه‌های آیین بودایی است که توسط نیچی‌رن مبارز و قدیس ژاپنی بنیاد گذاشته شده‌است. نیچیرن عقیده داشت که جوهر اصلی آموزه‌های بودا را در سورهٔ نیلوفر می‌توان یافت. بعد از مرگ او این مکتب فرقه‌های بسیاری پیدا کرد که مهمترین آنها نیچی‌رن-شو و نیچی‌رن-شو-شو است.